# Riley Dixon
Riley Dixon (Blossvale, Nueva York, 24 de agosto de 1993) es un jugador profesional estadounidense de fútbol americano que se desempeña en la posición de punter en Denver Broncos, equipo de la National Football League (NFL).

## Carrera
Fue seleccionado en la séptima ronda en la Reunión Anual de Selección de Jugadores de la NFL de 2016. Hizo su debut profesional con el equipo Denver Broncos, en el cual jugó dos temporadas (2016-2018), después pasó a New York Giants (2018-2022), luego a Los Angeles Rams (2022-2023), posteriormente regresó a Denver Broncos, donde lleva jugando dos temporadas.